# Абаснурский
Абаснурский (мар. Оваснур) — деревня в Советском районе Республики Марий Эл. Входит в состав Алексеевского сельского поселения.

## География
Находится в центральной части республики Марий Эл на расстоянии приблизительно 9 км по прямой на юго-запад от районного центра посёлка Советский.

## История
Деревня была основана как починок на левом берегу реки Шашки в 1915 году переселенцами из деревни Большой Абаснур. В советское время работали колхозы «1-е Мая», «Искра», совхоз «Алексеевский».

## Население
Население составляло 52 человека (мари 96 %) в 2002 году, 42 в 2010.